# Нучет
Нучет (рум. Nucet) — місто у повіті Біхор в Румунії. Адміністративно місту підпорядковані такі села (дані про населення за 2002 рік):
- Бейца (598 осіб)
- Бейца-Плай (99 осіб)

Місто розташоване на відстані 357 км на північний захід від Бухареста, 81 км на південний схід від Ораді, 85 км на захід від Клуж-Напоки, 130 км на північний схід від Тімішоари.

## Населення
За даними перепису населення 2002 року у місті проживали 2399 осіб.
Національний склад населення міста:
| Національність   | Кількість осіб | Відсоток |
| ---------------- | -------------- | -------- |
| румуни           | 2275           | 94,8%    |
| угорці           | 66             | 2,8%     |
| цигани           | 44             | 1,8%     |
| німці            | 8              | 0,3%     |
| греки            | 2              | 0,1%     |
| італійці         | 2              | 0,1%     |
| росіяни-липовани | 1              | < 0,1%   |
| чехи             | 1              | < 0,1%   |

Рідною мовою назвали:
| Мова      | Кількість осіб | Відсоток |
| --------- | -------------- | -------- |
| румунська | 2291           | 95,5%    |
| угорська  | 61             | 2,5%     |
| циганська | 44             | 1,8%     |
| грецька   | 2              | 0,1%     |
| німецька  | 1              | < 0,1%   |

Склад населення міста за віросповіданням:
| Релігія            | Кількість осіб | Відсоток |
| ------------------ | -------------- | -------- |
| православні        | 2069           | 86,2%    |
| п'ятдесятники      | 128            | 5,3%     |
| греко-католики     | 89             | 3,7%     |
| римо-католики      | 52             | 2,2%     |
| реформати          | 41             | 1,7%     |
| баптисти           | 1              | < 0,1%   |
| не релігійні       | 1              | < 0,1%   |
| атеїсти            | 1              | < 0,1%   |
| не вказали релігію | 6              | 0,3%     |

## Зовнішні посилання
- Дані про місто Нучет на сайті Ghidul Primăriilor